# Хлебовщина
Хлебовщина (бел. Хлебаўшчына) — упразднённая деревня в Браславском районе Витебской области Беларуси.

## География
Урочище находится в западной части Витебской области, к югу от автодороги Н-2103, на расстоянии приблизительно 11 километров (по прямой) к юго-востоку от города Браслав, административного центра района. Абсолютная высота — 161 метр над уровнем моря.

## История
По состоянию на 1905 год, в деревне проживало 93 человека (49 мужчин и 44 женщины). В административном отношении входила в состав Иодской волости Дисненского уезда Виленской губернии.
В 1921 году входила в состав гмины Йоды Дисенского повета Виленского воеводства Второй Польской республики. Числился 61 житель (28 мужчин и 33 женщины), проживавших в 13 домах. В этническом составе населения того периода поляки составляли 100 %. В конфессиональном составе населения преобладали католики (96,7 %), также были представлены православные христиане (3,3 %).